# Ómicron Sagittarii
Ómicron Sagittarii (ο Sgr / 39 Sagittarii / HD 177241 / HR 7217) es una estrella en la constelación de Sagitario de magnitud aparente +3,77.
No tiene nombre propio habitual aunque en China era conocida, junto a Polis (μ Sagittarii) y ξ Sagittarii, como Kien Sing, «el asta de la bandera».
Se encuentra a 142 años luz del sistema solar.
Ómicron Sagittarii es una gigante naranja de tipo espectral K0III con una temperatura efectiva de 4906 K.
Tiene un diámetro 11 veces más grande que el del Sol, cifra calculada a partir de su diámetro angular —2,44 ± 0,12 milisegundos de arco—.
Brilla con una luminosidad 68 veces mayor que la del Sol.
Sus características son semejantes a las de Pólux (β Geminorum) o τ Sagittarii, esta última también en la constelación de Sagitario.
Tiene una masa estimada entre 2,14 y 2,63 masas solares y una edad aproximada de 513 millones de años.
Ómicron Sagittarii exhibe una metalicidad comparable a la solar ([Fe/H] ≈ -0,01).
Prácticamente la totalidad de los elementos evaluados —entre ellos aluminio, calcio, titanio, níquel o vanadio— presentan niveles semejantes a los solares; únicamente el bario parece ligeramente más abundante que en nuestro Sol.